# Peter Meier-Bergfeld
Peter Meier-Bergfeld (* 1950 in Nachrodt; † 8. Mai 2019 in Hartberg, Österreich) war ein deutscher Journalist und Publizist.

## Leben
Meier-Bergfeld studierte Geschichte, Germanistik und Philosophie an der Rheinischen Friedrich-Wilhelms-Universität Bonn. Er absolvierte beide Staatsexamina (1978, 1980) für das höhere Lehramt und die Magisterprüfung (M.A. 1979).
Von 1979 bis 1985 war er Gymnasiallehrer (Studienrat) für Deutsch und Geschichte und von 1985 bis 1986 Pressereferent bei der Berliner Senatorin für Schulwesen, Berufsausbildung und Sport Hanna-Renate Laurien (CDU) sowie Anfang der 1990er Jahre Lehrbeauftragter an der Universität Leipzig, der Universität Graz und der FH Joanneum. Er war vorher Redakteur bei der evangelischen Wochenzeitung Christ und Welt und von 1993 bis 2010 Korrespondent der christlichen Wochenzeitung Rheinischer Merkur in Graz sowie Kriegsberichterstatter während der Jugoslawienkriege in Südosteuropa.
Ab 2010 war er freier Journalist der Wochenzeitung Die Zeit. Meier-Bergfeld war auch publizistisch tätig und gehörte u. a. 1994 zu den Autoren des neurechten Sammelbandes Die selbstbewusste Nation.

## Auszeichnungen
- 2002: Goldenes Ehrenzeichen des Landes Steiermark
- 2003: Ehrentitel Professor (Österreich)
- 2011: Otto-von-Habsburg-Journalistenpreis

## Schriften (Auswahl)
- Staats(ver)diener. Der öffentliche Dienst. Edition Interfrom, Zürich 1993, ISBN 3-7201-5166-2.
- Volk, begnadet für das Schöne? Zehn Jahre Korrespondent in Österreich. Reportagen, Essays, Kommentare, Interviews. Books on Demand, Norderstedt 2003, ISBN 3-8334-0502-3.
- Ösis und Piefke. Kakanien mit der Seele suchend. Essays, Reportagen, Interviews, Kommentare aus Austria. Books on Demand, Norderstedt 2013, ISBN 978-3-8482-3444-8.